# ムハンマド・オマル
ムッラー・ムハンマド・オマル（パシュトー語: ملا محمد عمر Mullah Muhammad Omar、1960年 ‐ 2013年4月23日）は、アフガニスタンの政治家、イスラム主義勢力ターリバーンの創設者で初代最高指導者。アフガニスタン・イスラム首長国の初代首長。
「オマル」は「ウマル」とも表記される。日本の報道では「オマル師」と表記することが多い。

## 生涯

### ムジャーヒディーンとして
アフガニスタン南部カンダハール近郊出身のパシュトゥーン人。一家は極貧の雇われ百姓であり、オマルの生誕前に父親を亡くし、生計はオマルが支えたとされる。
パキスタンカイバル・パクトゥンクワ州のイスラーム神学校（マドラサ）に学び、ソ連のアフガニスタン侵攻でムジャーヒディーンとしてゲリラ戦を行い、ムハンマド・ナジーブッラー政権と戦った。オマルは対ソビエト軍の戦いで4度負傷したとされる。1986年、カンダハール近郊の戦闘で右目を失い、クエッタのマドラサで過ごした。他のムジャーヒディーンとは異なりオマルはアラビア語を解したため、アブドゥッラー・アッザームの教えに感化されてマドラサでその思想を広めた。オマルはカラチに移り説教を始めるが、そこでウサーマ・ビン・ラーディンと初めて会っている。
1989年にソビエト軍がアフガニスタンから撤退を開始し、その後に勃発したアフガニスタン内戦で1992年にナジーブッラー政権が崩壊すると、オマルはカンダハールに戻りマドラサを設立した。

### ターリバーン結成
オマルがターリバーンの指導者となった経緯については複数の説がある。一説によると、政治的・軍事的能力ではなく、敬虔で揺るぎないイスラームへの信仰を持っていたから選ばれた。オマルは神によって選ばれたとする説もある。これによるとアフガニスタン内戦の最中の1994年、自身の夢に預言者ムハンマドが現れて、武装決起を命じられ、味方することを告げられた。
オマルはその頃から、周りの友人達と治安回復を話し合っていた。周囲はオマルを「ムッラー」（物知り）と呼んだ。オマルはマドラサでの50人にも満たない教え子たちと「ターリバーン」（アラビア語で「学生」の意）と呼ばれる運動を開始、そこにパキスタンにいるアフガン難民らも合流した。1994年の段階でもターリバーンの勢力は30名ほどでライフルも16丁しかなかったと言われる。腐敗した軍閥に憤っていたターリバーンは軍閥に誘拐された少女らを救出して人々の支持を得、ターリバーンには他のイスラーム神学校からも多数が参加するようになった。一大勢力に成長したターリバーンは1995年にはヘラートを占領した。

### 宗教的権威を獲得
1995年ターリバーンのカブール攻略は一向に進展せず、死傷者も増大したことから、ターリバーン内部で動揺が広がっていた。後からターリバーンの支配に入った地域の代表者らは和平を求めていたが、それでもなお、オマルを取り巻く強硬なグループはアフガニスタンの全土征服の戦いを望んでいた。オマルを取り巻くグループはオマルを「信徒たちの長」を意味するアミール・アル＝ムウミニーンに指名した。1996年4月、オマルは預言者ムハンマドが使用したとされる外套を着て、アフガニスタンにあり溢れた泥の建物の屋上に現れた。建物の下の広場に集まっていた1,500人の宗教指導者は「アミール・アル＝ムウミニーン」と絶叫し、バイアというイスラームにおける忠誠の誓いの儀式を行った。これは預言者ムハンマドの死後、カリフとなったウマル・イブン・ハッターブがウンマの指導者として確認された時と同じ手続きであり、オマルは、アフガニスタン人だけでなく世界中の全ムスリムを指導する権利を手に入れた。

### アフガニスタン・イスラム首長国の樹立
1996年のカーブル占領でターリバーンの最高指導者としてオマルは新政権「アフガニスタン・イスラム首長国（Islamic Emirate of Afghanistan）」を発足させ、その首長（アミール・アル＝ムゥミニーン）に就任した。ターリバーンは宗教的な紐帯を軸に発足した政権であり、首長の称号もかつてのカリフになぞらえたものだったが、オマル自身はマドラサの教育を修了しておらず、宗教的な勧告（ファトワー）を発する権限は持たなかった。また、アフガニスタンの首長としての在職中はカンダハール市郊外の自宅で隠士生活を送っていた。
ターリバーン政権はイスラームの価値観に基づいたアフガニスタンの復興を目指したが、イスラームの名のもとに国民に女子教育禁止など極端な人権侵害を行ったため国際的に孤立した。さらにアメリカ合衆国やサウジアラビア政府に対するテロ行為の黒幕と目されていたビン・ラーディンとアルカーイダを客人として迎え入れて匿ったことから、アメリカと激しく対立する。アルカーイダはアフガニスタンでテロリストの訓練キャンプを設置したほか、この間にもアメリカ大使館爆破事件や米艦コール襲撃事件などのテロ事件を引き起こした。このため1999年には国際連合安全保障理事会決議1267、2000年には国際連合安全保障理事会決議1333が採択され、アルカーイダとビン・ラーディンの引き渡しが要求されたが、オマルはいずれの決議にも従わなかった。

### 政権崩壊
2001年9月11日、アメリカ同時多発テロ事件が起こり、ビン・ラーディンがその最重要容疑者とみなされ、ターリバーンはまたもアメリカからその身柄の引渡しを要求されるが、オマルはこれも拒否した。このためターリバーンはNATOの攻撃対象とされ、NATO軍と北部同盟の攻撃により同年12月にターリバーン政権は崩壊した。

### 消息
2001年12月5日、オマルはカンダハールでラーバリシュラの会合を開き、彼らに何がしたいか尋ねた。多くの人が戦いをやめ、降伏する準備ができているとした。オマルはターリバーン最高指導者の全権を国防相ウバイドゥッラー・アフンド師に書面で引き渡し、カンダハール陥落の2日前には同地を離れザーブル州の州都カラートに潜伏した。オマルはターリバーンの元ザーブル州知事オマリのお抱え運転手の家に匿われ、隠し部屋で暮らした。お抱え運転手は家族に、匿っている人物がターリバーンの高官であるとだけ伝え、決して周囲の人間に明かさないように口止めした。2004年4月、パキスタンのメディアがオマルとのインタビューに成功した。そこでオマルはビン・ラーディンとは連絡を取っていると語った。同年オマルが潜伏する家から僅か数百メートルの高台に米軍・ルーマニア軍によって前方作戦基地が建設されたため、同州シンカイ郡の僻地で暮らすターリバーン支持者の家の小屋へ引っ越した。村の誰もがターリバーンの高官が匿われている事を知っており、村人から食べ物や衣服を提供されていた。オマルは2001年以降ターリバーンで積極的な役割をほとんど果たさず、活動内容は毎年のイードの度に出す声明と、運動が分裂し助言を求められた際に録音テープや書面をラーバリシューラへ送るのみだった。
一説には、アフガニスタンとパキスタンのパシュトゥーン人居住地帯を転々としながらアフガニスタンの親米政権に対するジハードを指揮しているといわれた。情報筋によると、オマルはその後パキスタンのカラチに死ぬまで住んでいたとされる。2006年初頭にアフガニスタン国軍により拘束されたターリバーンのムハマド・ハニーフ報道官の供述に拠れば、オマルは当時軍統合情報局（ISI）の保護下にあり、クエッタの安全な場所に滞在していたという。ハーミド・カルザイは「オマルの背後にはISIがいる」とパキスタンを非難していた。
また、スタンリー・マクリスタルやデヴィッド・ペトレイアスらアメリカ軍高官は「イランのイスラム革命防衛隊がターリバーンの庇護に関与している」と度々イランを非難していた。2006年6月、アブー・ムスアブ・アッ＝ザルカーウィーがアメリカ軍の爆撃で死亡すると、オマルはザルカーウィーを殉教者と讃える声明を発表した。2009年11月、ワシントン・ポスト紙は「オマルの潜伏先がISIによってカラチに移された」と報じた。2011年1月、ワシントン・ポスト紙はCIA筋の情報として「オマルが心臓病を発症した」と報じるなど、オマルのパキスタン潜伏説が度々流れた。2011年5月、7月と死亡説が流れたが、ターリバーンのスポークスマンはこれを否定した。

### 死亡
オマルは2013年に咳と嘔吐を繰り返して衰弱した。身辺警護を担当していたオマリは、医者にかかるよう進言したがオマルはこれを拒否し、4月23日シンカイ郡の隠れ家で病死した。オマリは遺体を埋葬する様子を撮影し、オマルの異母兄弟アブドゥル・マナン・オマリとオマルの息子ムハンマド・ヤクーブに映像を渡した。ラーバリシューラにもオマルの訃報が伝えられたが、当時ターリバーンは米国と和平交渉を行っており、絶対的な権威を持っていたオマルの死が知れ渡ると不利益を被る可能性があったことから、隠蔽する方針となった。
2015年7月29日、アフガニスタン大統領府と同国の情報機関・国家保安局は、オマルが2013年4月にパキスタンのカラチにある病院で死亡していたことが「信頼できる情報」に基づいて確認されたと発表した。アメリカ合衆国のホワイトハウス報道官のシュルツ副報道官も同日の記者会見で、アフガニスタン大統領府の発表に信憑性があり情報を分析中であると述べた。翌日、ターリバーンは2013年にオマルが死亡した事を公表した。
中国はオマルの死に最も動揺した国の1つとされる。2000年11月には非イスラム教国の外交官で初めて中国の駐パキスタン大使がオマルと面会を許され、オマルは新疆ウイグル自治区の過激派を支援しないことを約束していた。
パキスタンメディアの報道によると、ターリバーン政権の元閣僚が、2013年春にオマルが肺結核で死亡しアフガニスタン国内で埋葬されたことを認めたという。またターリバーンは産経新聞の取材にもオマルの死亡を認めた。
ターリバーンによる発表後、アル・シャバブやヌスラ戦線、アラビア半島のアルカーイダ等のアルカーイダ系組織、イスラム戦線に属するムジャーヒディーン諸派、カフカース首長国、東トルキスタンイスラム運動など、様々なイスラム主義勢力が哀悼の意を表明した。
墓については破壊されるのを防ぐため長らく非公開とされてきたが、アフガニスタン全土がターリバーンの手に落ちた後の2022年11月6日に墓が南部ザーブル州スリ地区オマルゾ付近にあることと、現地の写真がターリバーン暫定政権によって公開された。

## 人物
- 人見知りで、寡黙な性格。
- 身長は198cmと極めて背が高く、頑丈な体格だった。
- アメリカ国務省の正義への報酬プログラムに掲載されたオマルの写真は別人のものだった。
- オマルの生前、国の最高指導者であるにもかかわらず公式の写真・映像いずれも存在しなかった。唯一、本人の肖像と考えられるものはムハンマド・オマルが預言者ムハンマドのマントを取り出した時のものを盗撮したBBCの不鮮明な映像のみだったが、ターリバーンは2015年に、1978年に撮影したとされる隻眼になる前のオマルの写真を公開した。[15]
- アフガニスタンの代表的な詩人アブドゥル・バリ・ジャハニは学者や活動家の代表団と一緒にオマルの事務所を訪れ、ターリバーンの厳格な統治に対する人々の不満をオマルに伝えた。オマルはジャハニをひたすら見つめ、「神の御加護を」とだけ言って立ち去った[16]。

## 発言
「アッラーフ（神）は私たちに勝利を約束し、ブッシュは私たちに敗北を約束した。世界は、どちらの約束が果たされるかを目の当たりにするでしょう。」（対テロ戦争宣言に関してボイス・オブ・アメリカがインタビューした際の発言、意訳）